# Cristian Cásseres Jr.
Cristian Sleiker Cásseres Yépes (ur. 20 stycznia 2000 w Caracas) – wenezuelski piłkarz występujący na pozycji środkowego pomocnika, reprezentant Wenezueli, od 2023 roku zawodnik francuskiego Toulouse.
Jest synem Cristiana Cásseresa, również piłkarza.